# خلل التعرق
خلل التعرق (بالإنجليزية: Dyshidrosis) هو نوع من التهاب الجلد، يتميز ببثرات مثيرة للحكة على راحة اليدين وباطن القدمين. يتراوح حجم هذه البثرات ما بين 1-2 مليمتر، وتشفى في خلال ثلاث أسابيع. ولا يكون مصاحبًا بإحمرار عادةً. مع ذلك، غالبًا ما يتكرر حدوثه. قد يؤدي تكرار حدوثه إلى شقوق وسماكة الجلد.
السبب غير معروف. المحفزات قد تتضمن المواد المثيرة للحساسية، والإجهاد البدني أو العقلي، المعادن، أو كثرة غسيل اليدين. يعتمد التشخيص عادةً على الشكل الذي يبدو عليه وعلى الأعراض. قد يتم عمل اختبار الحساسية والزرع الحيوي لاستبعاد وجود مشاكل أخرى. تشمل الحالات الأخرى التي تعطي أعراض مشابهة الصدفية والجرب.
تجنب المحفزات ووضع الكريم الحاجز قد يكون مفيدًا. العلاج بشكل عام يكون باستخدام الكريمات الستيرويدية. قد تكون هناك حاجة إلى استخدام الكريمات الستيرويدية القوية أول أسبوع أو أسبوعين. وقد يستخدم مضاد الهستامين ليساعد مع الحكة. إذا لم تؤثر الطريقة السابق ذكرها قد تستخدم الحبوب الستيرويدية، التاكروليمس، أو عن طريق السورالين مع الأشعة فوق البنفسجية ألف (PUVA).
في السويد يصاب 1 من كل 2000 شخص. يتأثر الرجال والنساء بالتساوي. الوصف الأول كان في عام 1873. يأتي الاسم من الكلمة "dyshidrotic"، بالعربية «خلل التعرق» والذي يعني (التعرق بصعوبة) حيث كان يعتقد أن السبب هو مشاكل في التعرق.

## العلامات والأعراض
بثور صغيرة مع الصفات التالية:
- تكون صغيرة جدًا (3 مم أو أقل في القطر) تظهر على أطراف وجوانب أصابع الأيدي والأقدام، راحة اليدين وباطن القدمين.
- تكون غير شفافة ومتأصلة، إما أن تكون متساوية مع الجلد أو مرتفعة قليلاً. وفي النهاية تتجمع البثور الصغيرة لتشكل بثور كبيرة.
- قد تسبب البثور الحكة، أو الألم أو قد لا تظهر أي أعراض. وتزداد سوءًا بعد ملامسة الصابون، الماء أو أي مادة مهيجة.
- حك البثور يفتحها ويطلق السائل الذي كان بداخلها، مما يسبب في تقشر الجلد ثم تشققه، التشقق يكون مؤلم وقبيح الشكل، ويأخذ أسابيع أو شهور ليلتأم. ويكون الجلد خلال هذه الفترة جافًا ومتقشرًا.
- السائل في البثور هو مصل الدم والذي يترسب بين خلايا الجلد الملتهبة وليست عرق كما اعتقد سابقًا.
- في بعض الحالات، عندما تكون البثور في راحة اليد أو الأصابع، قد تصاحب اندلاعها تورم العقد الليمفاوية. يتميز هذا بالشعور بالوخز في الساعد والنتوءات الموجودة في الإبطين.
- الأظافر في الأصابع المصابة قد تأخذ شكلًا منقر.

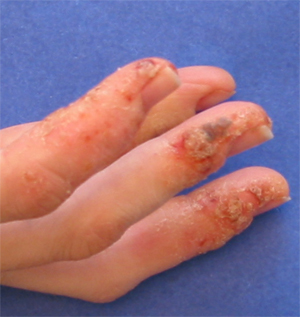
مرحلة متقدمة من خلل التعرق في الأصابع
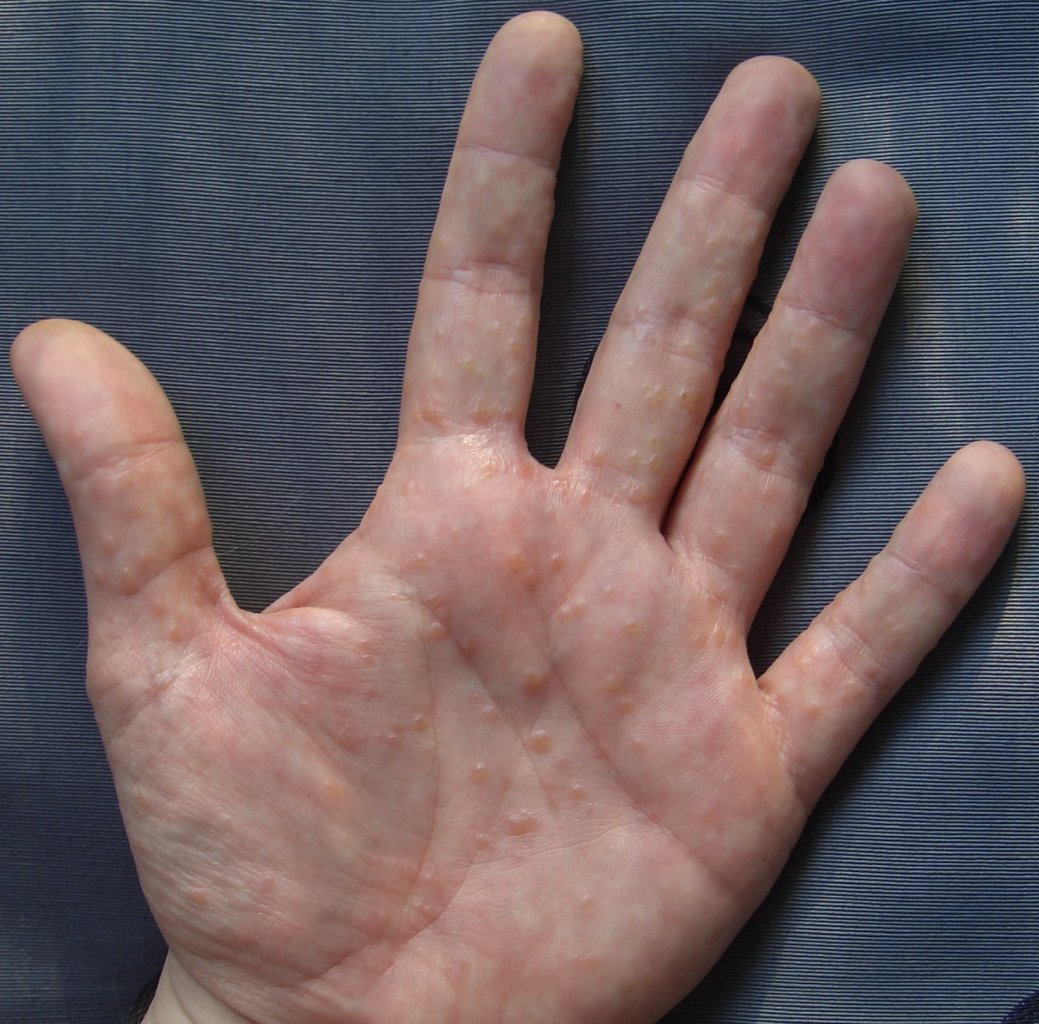
خلل التعرق الراحي
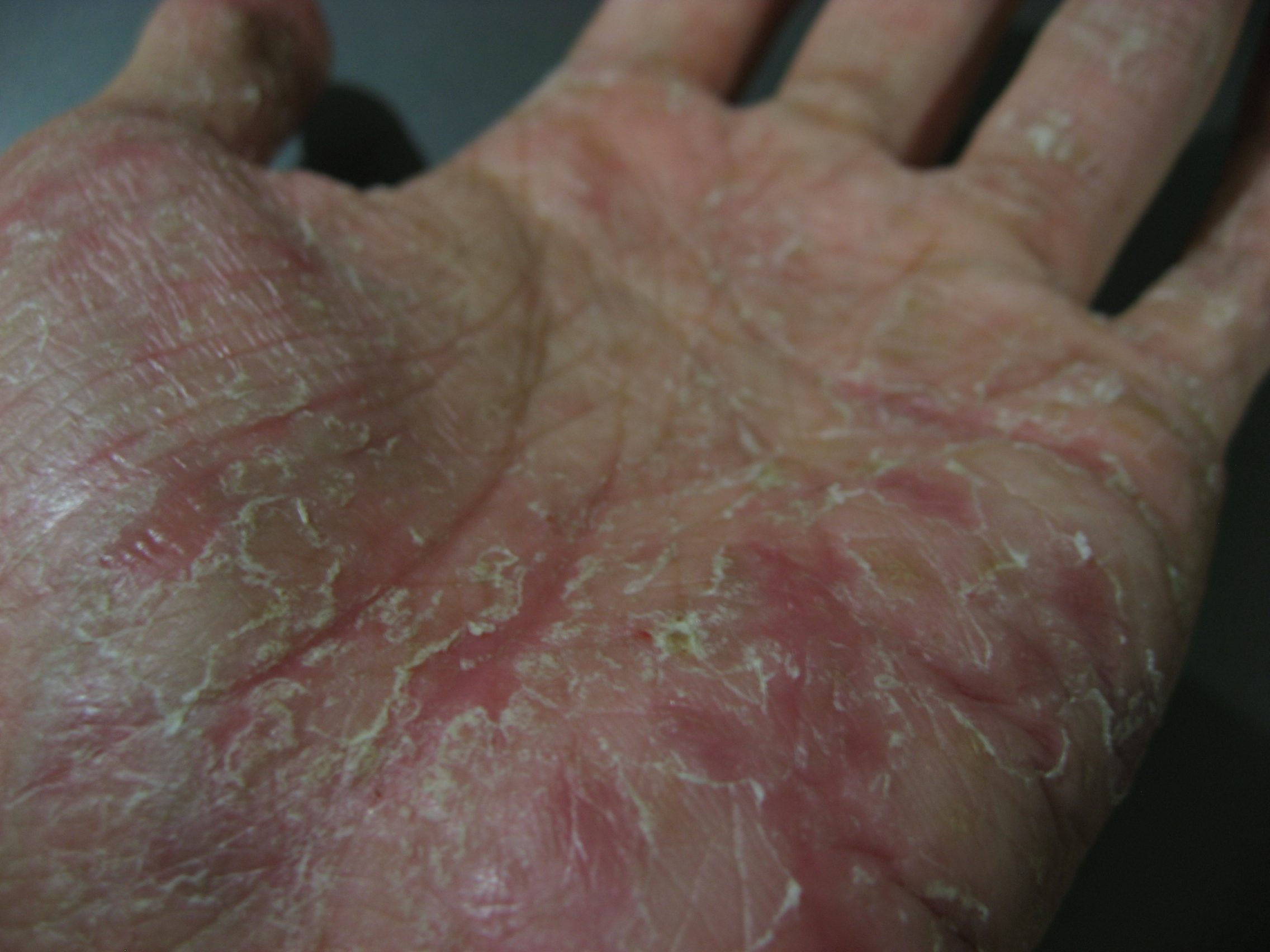
مرحلة متقدمة من خلل التعرق الراحي في راحة اليد، يظهر الجلد المتشقق والمتقشر
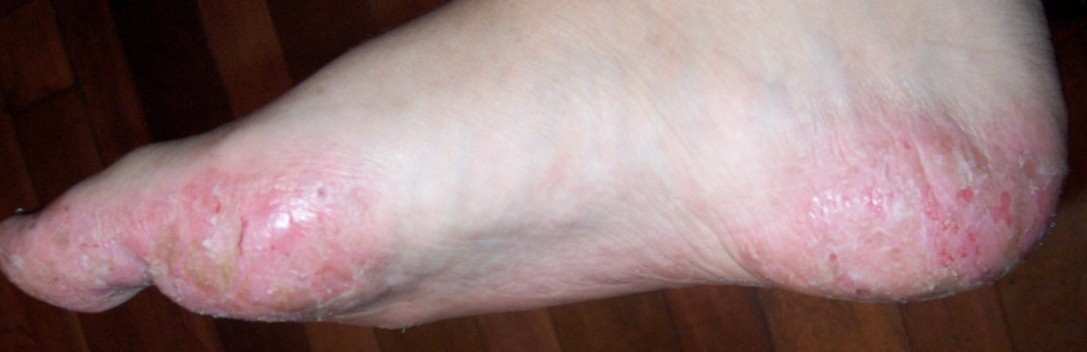
مرحلة متقدمة من خلل التعرق في القدم.
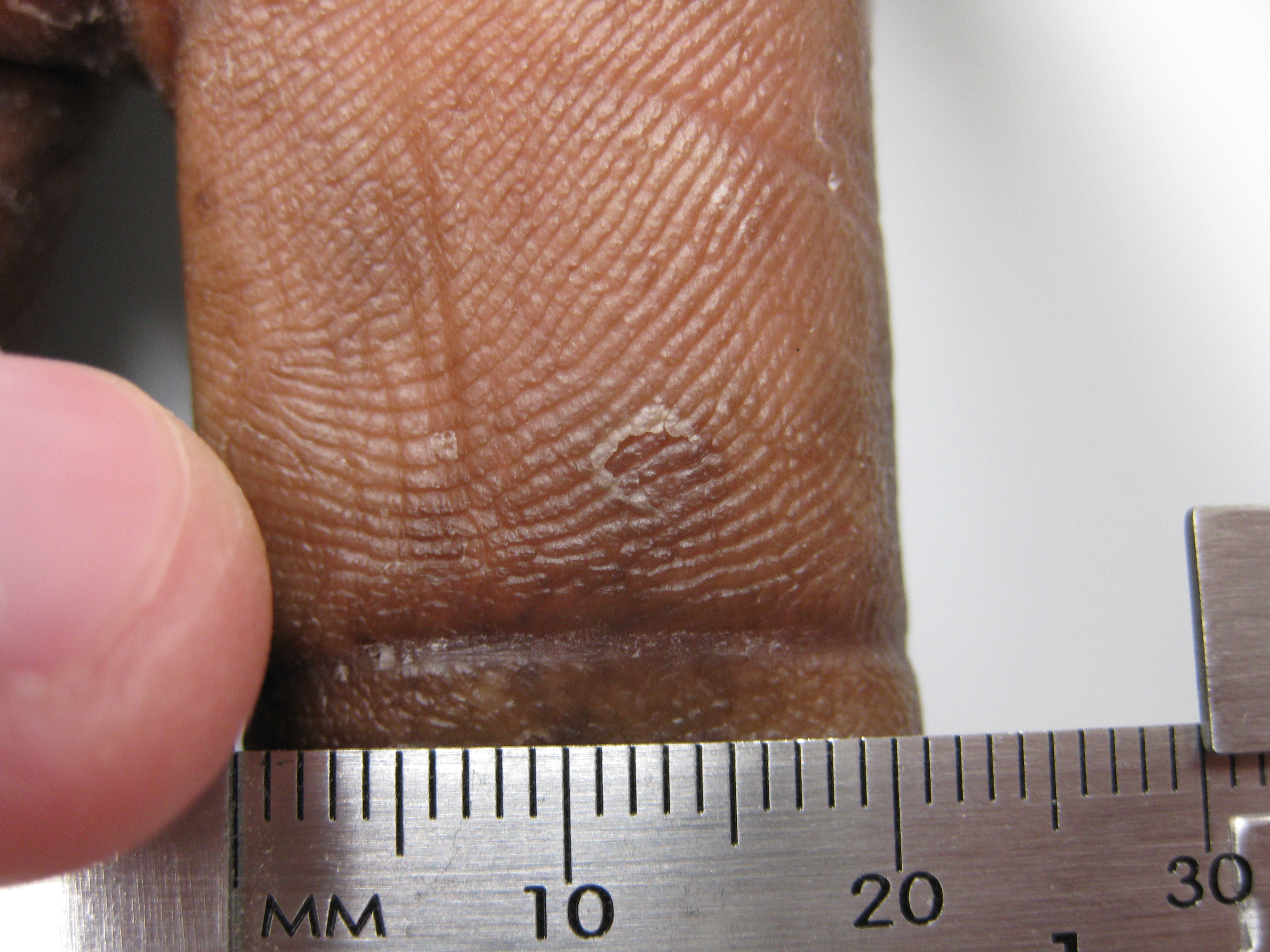
حافة مقياس على سطح راحة الإبهام يتعافى من خلل التعرق

## الأسباب
الأسباب الدقيقة لخلل التعرق غير معروفة. في عام 2013 تم عمل دراسة عشوائية، مزدوجة التعمية، بدواء وهمي - متحم به عبر المركز الطبي لجامعة جرونينجين (University Medical Center Groningen) حيث ذكر التقرير أن خلل التعرق الذي يحدث في اليدين يزداد بصورة واضحة مع من لديهم حساسية لعث الغبار.

## العلاج
هناك العديد من أنواع العلاج لخلل التعرق. ومع ذلك القليل منهم تم تطويره أو اختياره خصيصًا على هذه الحالة.
- السترويدات الموضعية [10]- بينما تكون مفيدة، يمكن أن تكون ضارة على المدى البعيد نتيجة للتأثير الجانبي حيث تزداد سماكة الجلد والذي يكون مزعجًا في اليد المصابة بخلل التعرق، نتيجة كمية البكتيريا والسموم التي تلامس اليد.
- منقوع محلول بيرمنغنات البوتاسيوم المخفف أيضًا شائع استخدامه. ويستخدم لتجفف البثرات، [11] ويقتل البكتيريا الكروية العنقودية الذهبية السطحية.[12] ولكن يمكن أيضًا أن يكون مؤلمًا جدًا. والمحلول الغير مخفف قد يتسبب في حروق.[13]
- دابسون، هو مضاد بكتيري موصى به لعلاج خلل التعرق في بعض الحالات المزمنة.[14]
- مضادات الهستامين: فيكسوفينادين حتى 180 ملليجرام في اليوم.[15]
- أليتريتينوين (9-سيس حمض الريتينويك) تمت الموافقة على وصفه في المملكة المتحدة. ويستخدم خصيصًا لإكزيما اليد والقدم المزمنة.[16][17][18] صنع بواسطة (Basilea) في سويسرا (BAL 4079).

## وصلات خارجية
- صور لحالات إكزيما خلل التعرق نسخة محفوظة 17 نوفمبر 2016 على موقع واي باك مشين. في موقع سكينسايت
- طفح حويصلي في موقع جمعية الأمراض الجلدية النيوزيلندية